# Zavrh (gmina Litija)
Zavrh – wieś w Słowenii, w gminie Litija. W 2018 roku liczyła 31 mieszkańców.